# Eine sonnige Nacht
Eine sonnige Nacht ist das zweite Studioalbum der Hamburger Indie-Rock-Band Tomte.
Es ist der Nachfolger des Albums Du weißt, was ich meine und erschien am 4. November 2000 beim Label Hotel van Cleef, dem Vorgänger des heute bekannten Labels Grand Hotel van Cleef.

## Aufnahmen
Das Album wurde im Mai 2000 von Christian Stemmann und Sunny aufgenommen. Gemeinsam mit Thees Uhlmann und Jan Müller, der das Album auch mitproduzierte, mischte Stemmann das Album auch selbst. Neben Jan Müller waren auch Dirk von Lowtzow und Arne Zank, die gemeinsam die befreundete Band Tocotronic bilden, unterstützend an den Aufnahmen beteiligt.

## Titelliste
1. Korn & Sprite – 02:32
2. Wilhelm, das war nichts – 04:02
3. Gorillas im Küstennebel – 04:27
4. Die Nacht in der ich starb – 05:10
5. The Rick McPhail Song – 03:57
6. Theestube – 01:53
7. Passt zu meinem Kalender – 06:26
8. Eine sonnige Nacht – 05:30
9. Yves, wie hältst du das aus – 03:05
10. Ich habe eingesehen – 04:12
11. Mit dem Mofa nach England – 08:54

Auf der CD-Version des Albums befindet sich nach dem letzten Lied und einer Pause der Hidden Track Adam & Eva. Dieser ist eine Coverversion des Titels Adam & Steve der britischen Queercore-Band The Frogs und ist laut Intro im Song den Rappern Samy Deluxe und Ferris MC gewidmet. Der Song richtet sich gegen die Verwendung des Wortes Schwuchtel als Beleidigung im Hip-Hop.

## Inhalte der Songs
Thees Uhlmann schrieb bis auf das Lied Gorillas im Küstennebel, das Christian Stemmann geschrieben hat, alle Songs auf dem Album allein. Dementsprechend spielen in vielen Liedern persönliche Erfahrungen und Ereignisse Uhlmanns eine große Rolle. So handeln verschiedene Stücke unter anderem von der England-Reise, die Uhlmanns Vater als Jugendlicher unternahm (Mit dem Mofa nach England), von selbst erlebten oder veranstalteten Konzerten Uhlmanns (Wilhelm, das war nichts) oder der Freundschaft zu Rick McPhail.
In den einzelnen Liedern tauchen einige Zitate und Hinweise auf befreundete oder von Tomte bewunderte Bands auf. So zitiert die Songzeile „Ich bin bereit, gib mit Korn & Sprite“ die entsprechende Zeile I'm feeling supersonic, give me Gin and Tonic aus dem Song Supersonic der Band Oasis. Der Titel Wilhelm, das war nichts bezieht sich auf das The-Smiths-Stück William It Was Really Nothing. Auch übersetzte Zitate oder Hinweise auf die Bands Run DMC, Modest Mouse und Low sind zu finden. Zudem ist The Rick McPhail Song Rick McPhail, dem damaligen Roadie und heutigen Mitglied der Band Tocotronic, gewidmet. Das Stück Yves, wie hältst du das aus richtet sich an den Fußballspieler Yves Eigenrauch.

## Rezeption

### Rezensionen
Armin Linder von Plattentests.de gibt dem Album in seiner Bewertung 8 von 10 Punkten und lobt insbesondere "Tiefgang und Melodie" in den Songs. Im Spaß und an der Freude, den Tomte in der Musik haben und der sich auch auf den Hörer überträgt, sieht er Parallelen zu den Werken aus den Anfangsjahren der Band Tocotronic. Am beeindruckendsten findet er jedoch die besondere emotionale und persönliche Ebene in den Texten Uhlmanns, die "das Herz aufgehen [lassen]" und befindet: "[...] man weiß nicht mehr, ob man lachen oder weinen soll. Wahrscheinlich eher letzteres."

### Erfolge
Ein Einstieg in die deutschen Albumcharts gelang Tomte mit Eine sonnige Nacht nicht. In den Lesercharts des Musikmagazins Spex landet das Album aber immerhin auf Platz 50. Aus dem Album wurde zwar keine Singles ausgekoppelt, doch die Musikvideos zu den Songs Korn & Sprite und Wilhelm, das war nichts wurden gelegentlich im Musikfernsehen gespielt und auch das regelmäßige Spielen auf Konzerten machten beide und insbesondere ersteres zu Indie-Hits, die auch heute noch häufig in Indie-Diskotheken zu hören sind.

## Weitere Mitwirkende
- Technische Unterstützung: Marc Krüger, Dirk von Lowtzow, Jan Müller, Frank Tirado Rosales, Sunny & Arne Zank
- Fotos im Booklet: Michael Uhlmann, Andreas Lau